# Malillany Marín
Malillany Marin (La Habana, 23 de dezembro) é uma atriz e modelo cubana.

## Biografia
Na sua adolescência foi para o México e se inscreveu no Centro de Artes da Educação (CEA) da Televisa.
Após  Rebelde, participou do programa Bailando por la Boda de mis Sueños, onde celebridades dançam com pessoas comuns.
Posteriormente participou das novelas Peregrina, La fea más bella, Destilando amor e Querida enemiga.
Em 2012 interpretou a vilã principal da novela Qué bonito amor. Para poder interpretar a personagem a sua maneira, a atriz estudou psicologia.

## Carreira

### Televisão
- Vivir de amor (2024) - Jimena
- Qué bonito amor (2012) - Elvira Hernández
- Dos hogares (2011) - Jennifer Garza Larrazábal
- Hasta que el dinero nos separe (2009-2010) - Claudia Bermúdez "La Buenona"
- Un gancho al corazón (2008-2009) - Anastasia
- Querida enemiga (2008) - Vanessa
- Tormenta en el paraíso (2007) - Fabiola Sarmiento
- Destilando amor (2007) - Albertina
- La fea más bella (2006) - Dora
- Peregrina (2005) - Argelia
- Rebelde (2004-2006) - Luz Viviana Olivier

### Cinema
- Volando bajo (2014) - Estrellita Martinez

### Teatro
- Divorciémonos mi amor  (2015)
- Que rico mambo (2012)
- Aventurera (2013)

### Programas de televisão
- Hoy (2015) - Condutora
- Estrella2 (2014)
- Mira Quien Baila (2013)
- Feliz a escondidas (2013) - Vanessa Montero
- Como dice el dicho (2012) - Cristina
- El NotiFiero (2007-2009) - Caridad Cienfuegos
- ¡Qué madre, tan padre! (2006)
- Bailando por la boda de mis sueños (2006)

## Prêmios

### Premios TVyNovelas
| Ano  | Categoria                 | Telenovela                     | Resultado |
| ---- | ------------------------- | ------------------------------ | --------- |
| 2010 | Melhor revelação femenina | Hasta que el dinero nos separe | Nomeada   |

### Prêmios Bravo
| Ano  | Categoria                 | Telenovela                     | Resultado |
| ---- | ------------------------- | ------------------------------ | --------- |
| 2010 | Melhor revelação feminina | Hasta que el dinero nos separe | Ganhadora |

### Prêmios People em Español
| Ano  | Categoria   | Telenovela      | Resultado |
| ---- | ----------- | --------------- | --------- |
| 2013 | Melhor vilã | Qué bonito amor | Nomeada   |